# Phân phối nhị thức
Phân phối nhị thức (Tiếng Anh: binomial distribution) là một phân phối xác suất rời rạc với hai tham số {\displaystyle n} và {\displaystyle p}, kí hiệu của số lượng phép thử thành công trong n phép thử độc lập tìm kết quả có hay không thành công. Loại phân phối xác suất này rất phổ biến và được ứng dụng nhiều trong lý thuyết xác suất, thống kê và trong thực tiễn.
Hàm khối xác suất 
{\displaystyle \mathbf {P} (X=k)={n \choose k}p^{k}(1-p)^{n-k}\quad {\mbox{voi}}\ k=0,1,2,\dots ,n}
ở đây
{\displaystyle {n \choose k}={\frac {n!}{k!(n-k)!}}}
với k là số lần thu được kết quả CÓ thành công trong n lượt thử
Công thức trên có thể được hiểu như sau: xác suất xảy ra k lượt thử thành công là {\displaystyle p^{k}} và xác suất xảy ra (n-k) lượt thử không thành công là {\displaystyle (1-p)^{n-k}}. Ngoài ra, vì k lượt thử thành công có thể được phân bố bất kỳ trong n lượt thử nên số cách phân bố k lượt thử thành công trong n lượt thử liên tiếp là {\displaystyle {\binom {n}{k}}}.
Trung bình - kỳ vọng:
Kỳ vọng của biến ngẫu nhiên {\displaystyle X} có phân phối nhị thức là:
{\displaystyle \mathbb {E} (X)=\sum _{k=0}^{n}k{\binom {n}{k}}p^{i}(1-p)^{n-i}=np\sum _{t=0}^{n-1}{\binom {n-1}{t}}p^{t}(1-p)^{n-1-t}=np}
Vì tổng trên là nhị thức Newton của hai số hạng {\displaystyle p} và {\displaystyle 1-p}.
Phương sai:
Phương sai của biến ngẫu nhiên {\displaystyle X} có phân phối nhị thức là {\displaystyle {\text{Var}}(X)=\mathbb {E} (X^{2})-\mathbb {E} (X)^{2}}. Việc tính toán {\displaystyle \mathbb {E} (X^{2})} cũng sử dụng kỹ thuật tương tự, bằng cách khai triển {\displaystyle k^{2}=k(k-1)+k},  rút ra được:
{\displaystyle \mathbb {E} (X^{2})=n(n-1)p^{2}+np}
Như vậy, phương sai của {\displaystyle X} là:
{\displaystyle {\text{Var}}(X)=\mathbb {E} (X^{2})-\mathbb {E} (X)^{2}=n(n-1)p^{2}+np-n^{2}p^{2}=np(1-p)}
Hàm phân phối tích lũy (cumulative distribution function):
{\displaystyle F(k;n,p)=Prob(X\leq k)=\sum _{i=0}^{\lfloor {k}\rfloor }{\binom {n}{i}}p^{i}(1-p)^{n-i}}
trong đó {\displaystyle \lfloor {k}\rfloor } biểu thị số nguyên lớn nhất bé hơn hoặc bằng k.